# فرنسيس إي. براونيل
فرنسيس إي. براونيل (بالإنجليزية: Francis E. Brownell)‏ هو عسكري أمريكي، ولد في 18 يوليو 1840 في تروي في الولايات المتحدة، وتوفي في 15 مارس 1894 في واشنطن العاصمة في الولايات المتحدة.